# Parque estatal Laurel Summit
Parque estatal Laurel Summit (en inglés, Laurel Summit State Park) es un parque estatal de 2,4 ha en el municipio de Cook, condado de Westmoreland, Pensilvania en los Estados Unidos. También es un área de pícnic con una vista panorámica de Linn Run en la cima de la montaña Laurel. Las temperaturas en el Laurel Summit State Park son generalmente varios grados más frías que en los pueblos circundantes de los valles. La elevación del parque es de 835 metros sobre el nivel del mar. 
El área, dentro y alrededor del Parque Estatal Laurel Summit, es ahora un próspero renoval. Hace cien años se describía generalmente como un «terreno baldío». Las crestas de la montaña Laurel habían sido cubiertas una vez con bosque primario. Estos bosques fueron talados durante la era maderera que se extendió sobre la mayoría de las montañas y bosques de Pensilvania a mediados y finales del siglo XIX y principios del siglo XX. Los leñadores despojaron las montañas. Llevaron los troncos al aserradero donde fueron cortados en tablones. Se utilizaron troncos más pequeños para reforzar los pozos de las minas de carbón en el suroeste de Pensilvania y Virginia Occidental. La corteza de la tsuga se utilizaba como fuente de tanino en las curtiembres de la zona. Lo único que dejaron los madereros fueron las copas de los árboles. Estas copas de los árboles se dejaron secar. Las locomotoras de vapor delfFerrocarril de Pittsburgh, Westmoreland y Somerset prenderían fuego a esta maleza seca causando incendios masivos que barrieron las montañas y los valles. En 1909, después de que el Estado de Pensilvania compró la tierra a la maderera, el silvicultor John R. Williams informó: «Debo decir que tres quintas partes (60 %) de la reserva habían sido quemadas desde que se hizo la tala. Los incendios causaron un gran daño al joven crecimiento. Algunos lugares estaban cubiertos de helechos y zarzamoras». Las cicatrices de estos incendios todavía se pueden ver hoy en los alrededores de la cumbre Laurel.
La mayor parte de la vida silvestre en el área fue devastada debido a la destrucción de su hábitat o a la caza excesiva. El venado de cola blanca fue reintroducido desde Míchigan y Nueva York para restablecer lo que una vez fue una próspera población de venados. Estos ciervos fueron liberados en todo Pensilvania. La población actual de ciervos en Pensilvania desciende de la población original que fue introducida en 1910 después de que los leñadores se habían mudado fuera del área. 

## Parques estatales cercanos
Los siguientes parques estatales se encuentran en un radio de 48 km desde el Parque Estatal Laurel Summit:
- Parque Estatal Keystone (condado de Westmoreland);
- Parque Estatal Kooser (condado de Somerset);
- Parque Estatal de la montaña Laurel (condado de Westmoreland);
- Parque Estatal cerro Laurel (condado de Somerset);
- Parque Estatal Laurel Ridge (condados de Cambria, Fayette, Somerset, y Westmoreland);
- Parque Estatal Linn Run (condado de Westmoreland);
- Parque Estatal Ohiopyle (condado de Fayette);
- Parque Estatal Shawnee (condado de Bedford);
- Parque Estatal Yellow Creek (condado de Indiana).